# Caridea
Zu den Caridea gehören über 2500 der 3000 als Garnelen bezeichneten Krebstiere. Es sind meist kleine Krebstiere mit zylindrischem Carapax. Die meisten Carideaarten leben im Meer, unter anderem in Korallenriffen und in der Tiefsee, es gibt jedoch auch Süßwasserarten (z. B. die Süßwassergarnelen, mit unterschiedlicher Familienzugehörigkeit).

## Merkmale
Die ersten beiden Beinpaare sind mit oder ohne Scheren. Das dritte Beinpaar ist immer ohne Scheren. Das zweite Segment des Abdomen ist seitlich verbreitet und ragt über den Hinterrand des ersten und den Vorderrand des dritten Abdomensegments. Die Kiemen bestehen aus einem zentralen Schaft mit runden Verzweigungen. Die Weibchen tragen wie bei allen Pleocyemata die Eier bis zum Schlupf der Protozoea-Larven an ihrem Abdomen mit sich herum.

## Systematik
Überfamilien und Familien:
- Alpheoidea Rafinesque, 1815

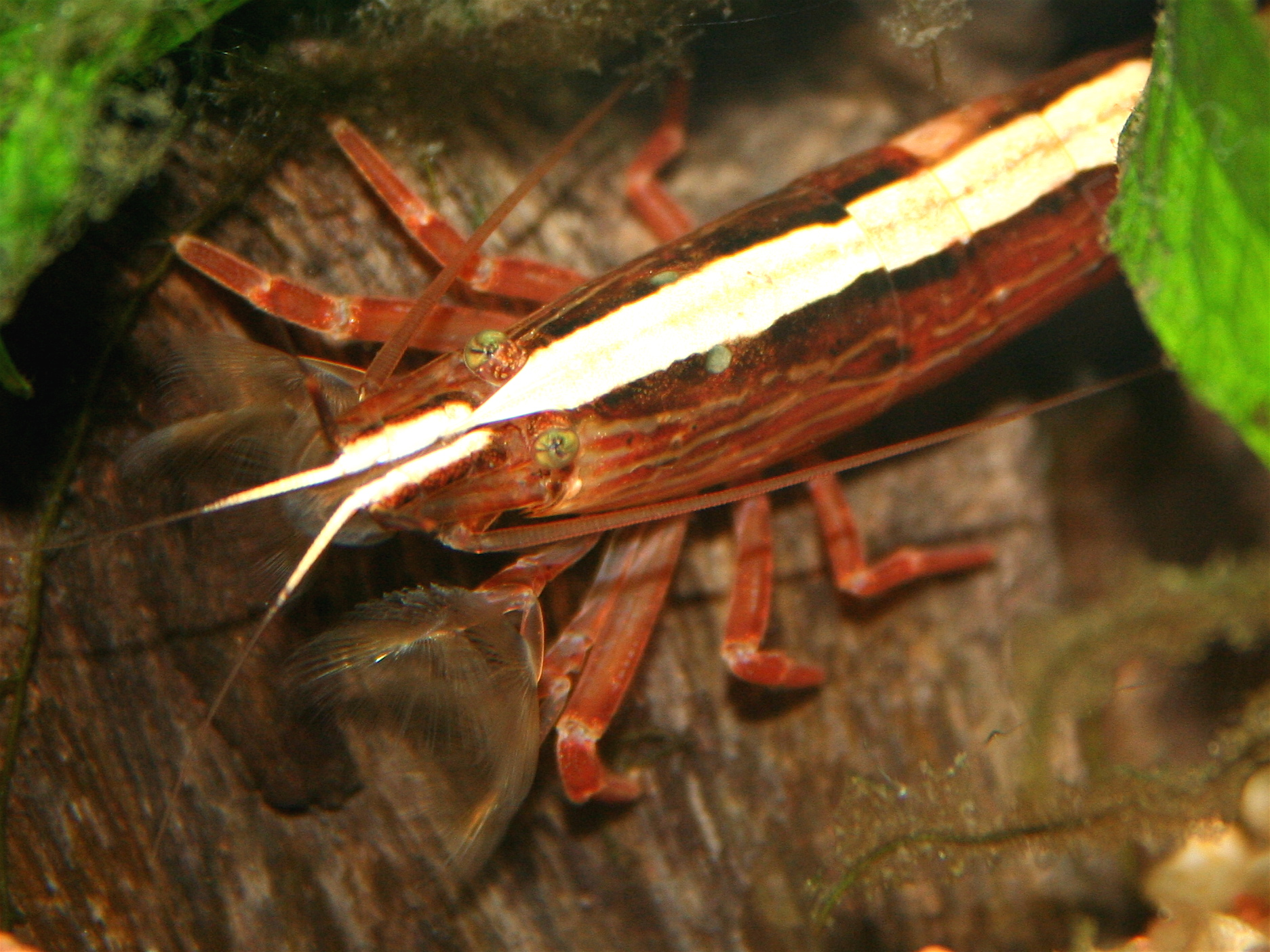
Atyopsis moluccensis

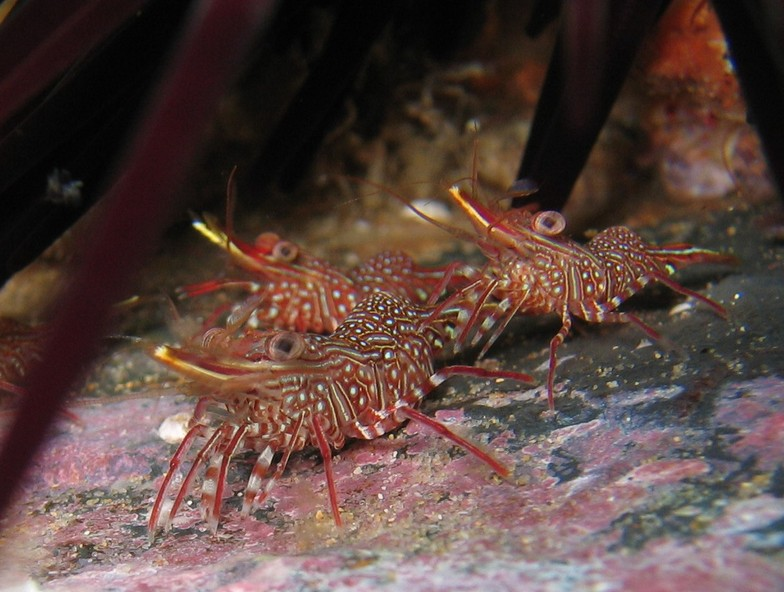
Tanzgarnele (Rhynchocinetes sp.)

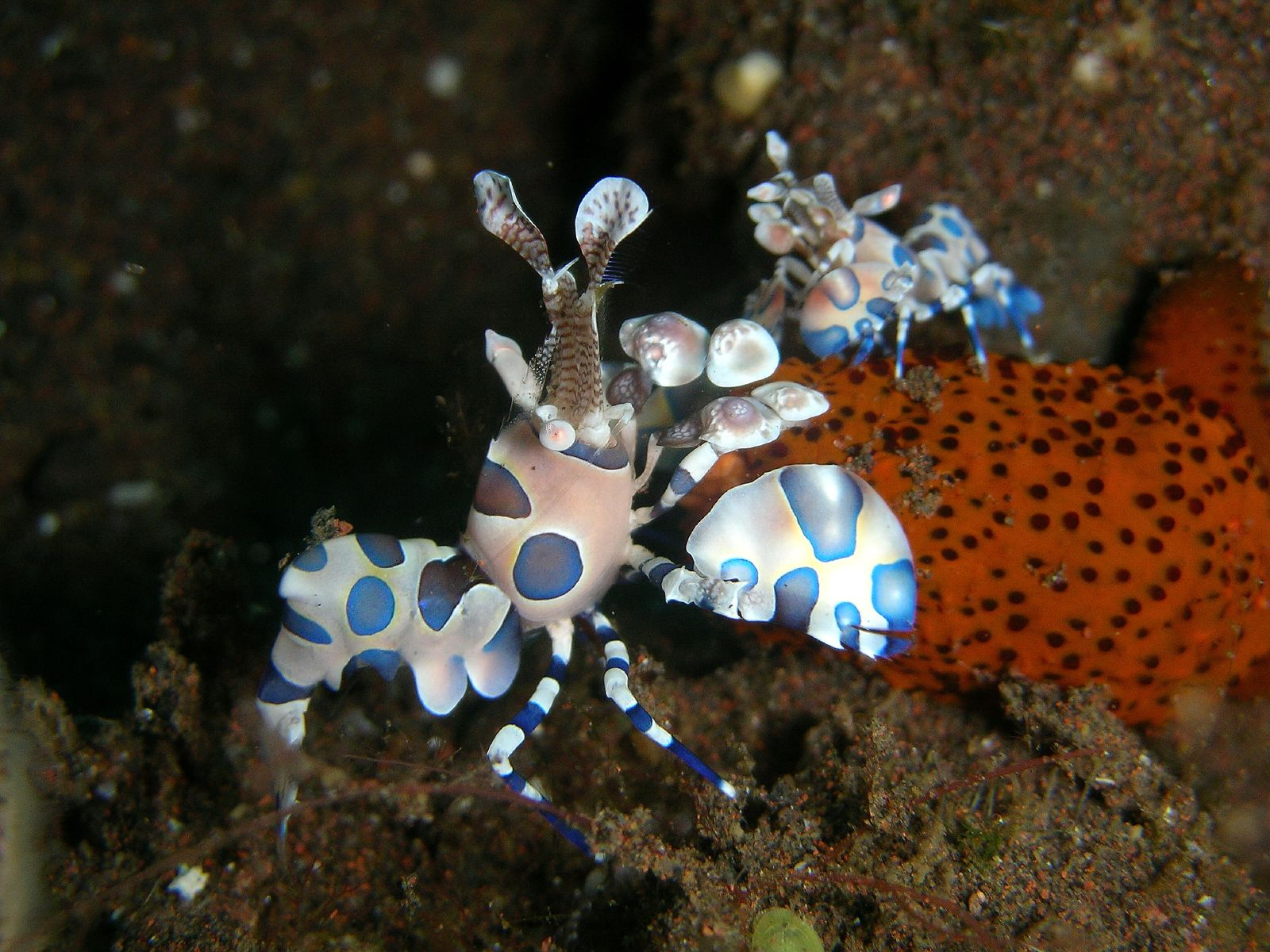
Harlekingarnele
(Hymenocera picta)

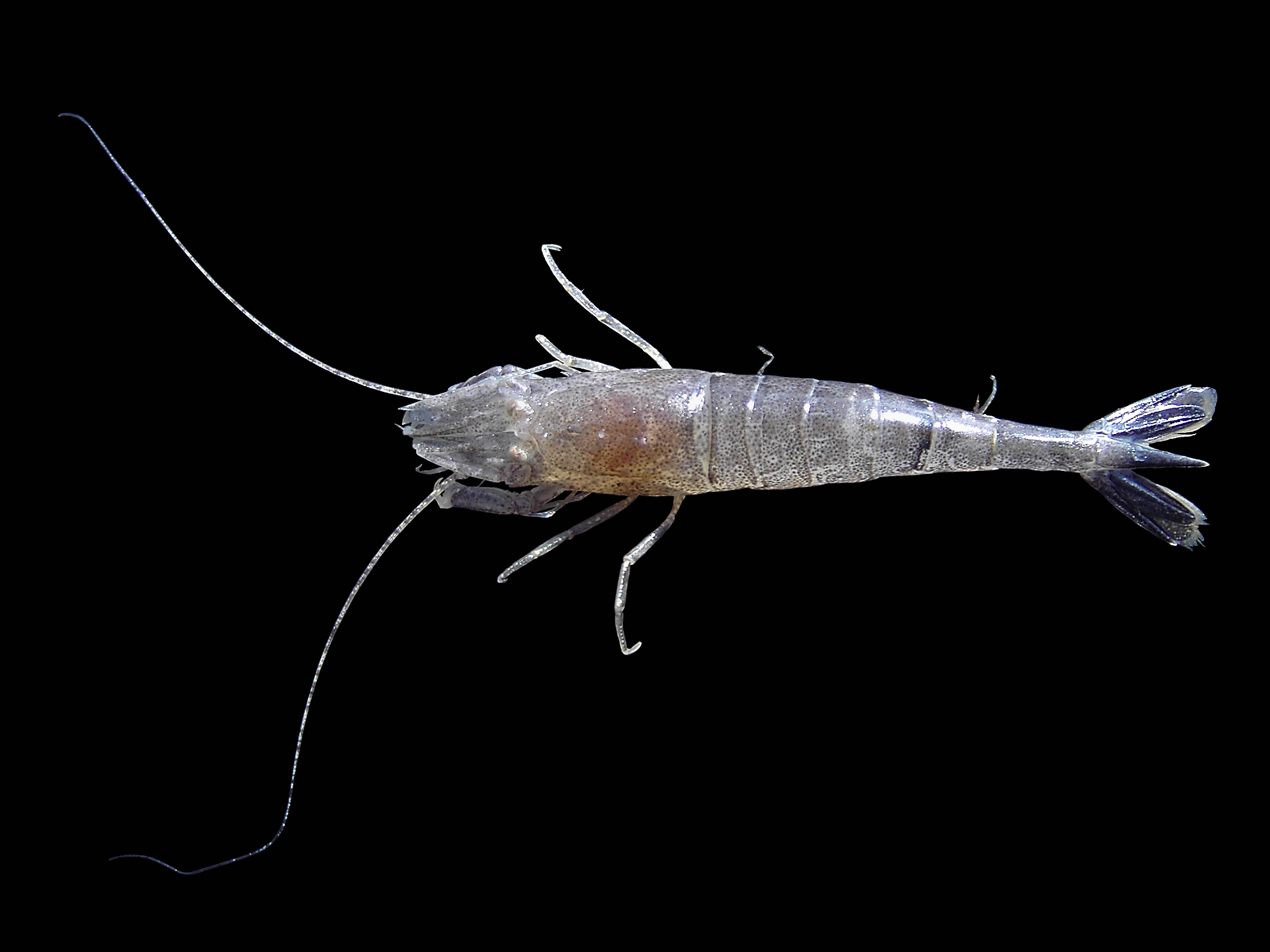
Nordseegarnele
(Crangon crangon)

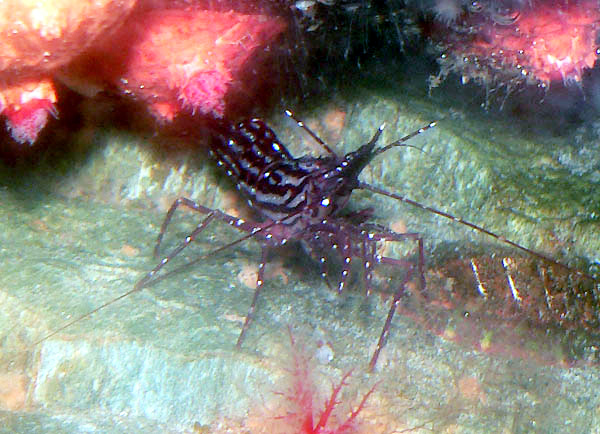
Tiefseegarnele
(Pandalopsis lucidirimicola)

  - Knallkrebse oder Pistolenkrebse (Alpheidae) Rafinesque, 1815
  - Barbouriidae Christoffersen, 1987
  - Putzer- und Marmorgarnelen (Hippolytidae) Dana, 1852
  - Ogyrididae Holthuis, 1955
- Atyoidea de Haan, 1849
  - Atyidae (vereinfachend als „Süßwassergarnelen“ bezeichnet) de Haan, 1849
- Bresilioidea Calman, 1896
  - Agostocarididae Hart & Manning, 1986
  - Alvinocarididae Christoffersen, 1986
  - Bresiliidae Calman, 1896
  - Disciadidae Rathbun, 1902
  - Pseudochelidae De Grave & Moosa, 2004
- Campylonotoidea Sollaud, 1913
  - Bathypalaemonellidae de Saint Laurent, 1985
  - Campylonotidae Sollaud, 1913
- Crangonoidea Haworth, 1825
  - Crangonidae Haworth, 1825
  - Glyphocrangonidae Smith, 1884
- Galatheacaridoidea Vereshchaka, 1997
  - Galatheacarididae Vereshchaka, 1997
- Nematocarcinoidea Smith, 1884
  - Eugonatonotidae Chace, 1937
  - Nematocarcinidae Smith, 1884
  - Tanzgarnelen (Rhynchocinetidae) Ortmann, 1890
  - Xiphocarididae Ortmann, 1895
- Oplophoroidea Dana, 1852
  - Oplophoridae Dana, 1852
- Palaemonoidea Rafinesque, 1815
  - Anchistioididae Borradaile, 1915
  - Desmocarididae Borradaile, 1915
  - Euryrhynchidae Holthuis, 1950
  - Hummelgarnelen (Gnathophyllidae) Dana, 1852
  - Harlekingarnelen (Hymenoceridae) Ortmann, 1890
  - Kakaducarididae Bruce, 1993
  - Felsen- und Partnergarnelen (Palaemonidae) Rafinesque, 1815
  - Typhlocarididae Annandale & Kemp, 1913
- Pandaloidea Haworth, 1825
  - Tiefseegarnelen (Pandalidae) Haworth, 1825
  - Thalassocaridae Bate, 1888
- Pasiphaeoidea Dana, 1852
  - Glasgarnelen (Pasiphaeidae)Dana, 1852
- Physetocaridoidea Chace, 1940
  - Physetocarididae Chace, 1940
- Procaridoidea Chace & Manning, 1972
  - Procariddae Chace & Manning, 1972
- Processoidea Ortmann, 1890
  - Processidae Ortmann, 1890
- Psalidopodoidea Wood Mason & Alcock, 1892
  - Psalidopodidae Wood Mason & Alcock, 1892
- Stylodactyloidea Bate, 1888
  - Stylodactylidae Bate, 1888

## Nutzung

### Fischerei
Einige wenige Carideaarten werden kommerziell gefangen (z. B. die Nordseegarnele (Crangon crangon)) oder in Garnelenzuchten vermehrt (z. B. Macrobrachium rosenbergii, Fam. Palaemonidae) und sind begehrte Delikatessen. Die meisten Speise-„Garnelen“ gehören allerdings zu den Penaeoidea und nicht zu den Caridea.

### Aquarienhaltung
Einige Süßwassergarnelen und Felsengarnelen werden auch im Süßwasseraquarien gehalten z. B. die Japanische Süßwassergarnele, die als Algenbekämpferin beliebt ist. In Meerwasseraquarien werden Knallkrebse, Putzer- und Marmorgarnelen, Felsen- und Partnergarnelen, Harlekingarnelen und Tanzgarnelen gehalten. Die Scherengarnelen die ebenfalls in Meerwasseraquarien gehalten werden, gehören nicht zu den Caridea.